# Marek Modzelewski
Marek Modzelewski (ur. 30 listopada 1972 w Radomiu) – polski lekarz, specjalista w zakresie radiologii i diagnostyki obrazowej, scenarzysta i dramaturg.

## Życiorys
Jest absolwentem VI Liceum Ogólnokształcącego im. Jana Kochanowskiego w Radomiu i Akademii Medycznej w Warszawie.
Jest autorem sztuk teatralnych, tekstów Kabaretu im. Romana (zdobywcy Grand Prix na I. Ogólnopolskim Przeglądzie Aktorskich Spektakli Kabaretowych PrzeWAŁka i Grand Prix XX Biesiad Humoru i Satyry w Lidzbarku Warmińskim) i tekstów do programu HBO Na stojaka. Jest scenarzystą serialu Barwy szczęścia. Wystąpił gościnnie w etiudzie filmowej 483 km (2005) w reż. Joanny Kaczmarek.

## Życie prywatne
Jest mężem aktorki Izabeli Kuny, z którą wychowuje córkę Nadię (ur. 1996, córka Dariusza Kurzelewskiego) oraz syna Stanisława (ur. 2009). Ze związku z aktorką Kamilą Calińską ma syna Filipa (ur. 2004).

## Dramaty
- Henryk Św. – albo kto następny – premiera 12 grudnia 1998 Teatr Powszechny im. Jana Kochanowskiego w Radomiu[5]
- Starsza pani prycha – premiera 6 kwietnia 2002 Teatr Powszechny im. Jana Kochanowskiego w Radomiu[5]
- Zabij mnie – premiera 22 marca 2003 Teatr Powszechny im. Jana Kochanowskiego w Radomiu[5]
- Koronacja – premiera 28 stycznia 2004 Teatr Narodowy w Warszawie[5]
- Dotyk – premiera 22 października 2005 Teatr Powszechny w Warszawie[5]
- Imieniny – premiera 20 czerwca 2006 Teatr Narodowy w Warszawie[5]
- All inclusive – premiera 8 czerwca 2007 Teatr Wybrzeże[5]
- Siostry przytulanki – premiera 10 stycznia 2009 Teatr na Woli[5]
- Król dramatu – premiera 18 maja 2012 Teatr IMKA w Warszawie
- Szwedzki stół – premiera 5 listopada 2012 Teatr Capitol w Warszawie
- Wstyd – premiera 20 lutego 2021 Teatr Współczesny w Warszawie[6]
- Inteligenci – premiera 17 września 2021 scena Spektaklove w Warszawie[7]